# تپه پابرج آقایی
تپه پابرج آقایی مربوط به دوران‌های تاریخی پس ایران است و در شهرستان بروجرد، بخش مرکزی، روستای حاجی‌آباد زندی واقع شده و این اثر در تاریخ ۲۳ شهریور ۱۳۸۲ با شمارهٔ ثبت ۹۹۹۰ به‌عنوان یکی از آثار ملی ایران به ثبت رسیده است.